# Орлов, Василий Иванович (контр-адмирал)
Василий Иванович Орлов (21 марта 1905 — 31 мая 1979) — советский политработник военно-морского флота, контр-адмирал (27 января 1951).

## Биография
Родился 21 марта 1905 г. в с. Пашозеро Лукинской волости Тихвинского уезда Новгородской губернии Российской империи в семье русского крестьянина. С 3 ноября 1927 г. в РККА красноармеец и старшина батареи 4-го кавалерийского полка 4-й кавалерийской дивизии Ленинградского военного округа. В 1928 г. вступил в ВКП(б). С февраля 1930 г. заведующий библиотекой, с марта 1932 г. политрук батареи, с ноября 1932 г. политрук учебной батареи того же полка. С декабря 1933 г. военком эскадрона связи 4-й кавдивизии. С ноября 1934 г. секретарь партбюро 21-го полка 4-й кавдивизии. С мая 1935 г. по июль 1938 г. обучался на военно-морском факультете Военно-политической академии им. В. И. Ленина. После её окончания назначен на должность начальника отделения по тылу по работе в портах политуправления Черноморского флота, с июля 1939 г. начальник отделения по руководству партийными организациями военно-морских учреждений политуправления ЧФ.
Великая Отечественная война
С 9 мая 1940 г. военком Батумской военно-морской базы ЧФ. В этой должности встретил начало Великой Отечественной войны. Оставался военкомом после переформирования Батумской военно-морской базы в Потийскую ВМБ 31 августа 1941 г. С 3 октября 1941 г. военком Главной базы ЧФ (г. Поти). После отмены института военных комиссаров в РККА в октябре 1942 г. замполит Главной ВМБ ЧФ (г. Поти). Из наградного листа (1943): «С первых дней войны тесно сплотил весь личный состав базы вокруг ВКП(б) и Советской власти и мобилизовал его на героическую борьбу с фашистскими захватчиками. Лично товарищ Орлов проводит большую работу по созданию и воспитанию крепкого и работоспособного политического аппарата по выращиванию и воспитанию руководящих партийных и комсомольских работников и партийного актива, а также работу по воспитанию командного состава, по созданию крепкого устойчивого политико-морального состояния, беспредельной преданности Советской Родине, высокого патриотизма и героического духа. Товарищ Орлов путем лекций, докладов, индивидуальных бесед, проведения семинаров, инструктажа глубоко и всесторонне внедрил в среду начальствующего состава, партийного актива и всего личного состава базы, исторические указания и требования товарища Сталина, изложенные в его выступлениях и приказах, мобилизуя весь личный состав на всемерное повышение железной воинской дисциплины, повышение организации службы и мастерское владение своей воинской специальностью. В результате все этой работы было обеспечено высокое устойчивое политико-моральное состояние и высокая воинская дисциплина личного состава частей и кораблей ГВМБ, беспредельная преданность его Социалистической Родине, жгучая ненависть к фашистским захватчикам и значительные успехи в деле боевой подготовки и боеготовности частей и кораблей ГВМБ». С 1 августа 1943 г. замполит и начальник политотдела Краснознаменной Амурской военной флотилии, участвовал в советско-японской войне. Из наградного листа (1945): «К работе относится добросовестно. Товарищ Орлов много работает по мобилизации личного состава на выполнение указаний народного комиссариата военно-морского флота и главного политуправления по укреплению боевой и политической подготовки флотилии. Успешному выполнению плана боевой подготовки за 1944 год во многом способствовала правильная организация и проведение партийно-политической работы среди личного состава. Товарищ Орлов лично дисциплинирован, трудолюбив, морально устойчив, предан партии Ленина-Сталина».
Послевоенная служба
С августа 1946 г. начальник отдела кадров Главного политического управления военно-морских сил СССР, с марта 1950 г. начальник управления кадров ГПУ ВМС СССР. Из аттестации (1946): «Обладает хорошей теоретической подготовкой и высоко развитым чувством ответственности за порученное дело… На всех должностях аттестовался положительно… в должности начальника отдела кадров политического Управления Военно-морских сил… показал себя принципиальным, инициативным и настойчивым политработником. Хорошо знает кадры руководящих политработников флотов и флотилий. Часто бывает на кораблях и в частях флотов, серьезно изучает кадры на практической работе и много помогает отделам кадров политуправлений флотов в их работе». С августа 1952 г. заместитель начальника ГПУ ВМФ СССР и начальник управления по проверке политорганов, с июля 1953 г. Член Военного совета 4-го ВМФ СССР, с июля 1956 г. в распоряжении начальника ГПУ СА и ВМФ СССР, с августа 1956 г. замполит военно-морского факультета ВПА им. В. И. Ленина, с августа 1966 г. в распоряжении ГПУ СА и ВМФ СССР.
С 16 января 1967 г. в запасе по болезни. Умер в Москве 31 мая 1979 г.

## Воинские звания
- Полковой комиссар[2]
- Капитан 2 ранга — 03.12.1942[2]
- Капитан 1 ранга — 27.10.1943[2]
- Контр-адмирал — 27.01.1951[3]

## Награды
Орден Ленина (1953), Орден Красного Знамени (1947), Орден Нахимова II степени (1945), Орден Отечественной войны I степени (1943), Орден Отечественной войны II степени (1945), Орден Красной звезды (1944), именным оружием (1955), Медаль «За оборону Кавказа», Медаль «За победу над Германией в Великой Отечественной войне 1941—1945 гг.», Медаль «За победу над Японией».